# System zasilania awaryjnego
System zasilania awaryjnego – urządzenie lub układ urządzeń służący do ochrony wybranych odbiorników przed zakłóceniami zasilania z sieci energetycznej, których skutkiem mogłoby być zakłócenie lub przerwanie ich pracy.
Najczęstszą funkcją układów zasilania awaryjnego jest zapewnienie zasilania odbiorników podczas zaniku napięcia w podstawowym źródle zasilania. Obecnie układy te pełnią również inne funkcje związane z kondycjonowaniem energii.
Rezerwowaniu zasilania podlegają z reguły odbiorniki o kluczowym znaczeniu dla danego procesu (np. aparatura medyczna, systemy IT, napędy elektryczne w fabrykach). Zadaniem systemów zasilania awaryjnego jest zagwarantowanie bezpieczeństwa ludziom, mieniu i danym.
Stosownie do potrzeb obecnie stosuje się następujące typy układów zasilania awaryjnego:
Zasilanie dwustronne – to zasilanie zrealizowane za pomocą dwóch niezależnych linii zasilających wyposażonych w układ SZR. Układy Samoczynnego Załączania Rezerwy to układy automatyczno-elektryczne używane w obiektach i sieciach wymagających pewności zasilania. W momencie zaniku zasilania toru podstawowego następuje samoczynne przełączania zasilania do toru rezerwowego. Po przywróceniu napięcia toru podstawowego następuje automatyczny powrót układu zasilania do stanu pierwotnego. Zasilania dwustronne mogą współpracować z zasilaczami UPS w celu zapewnienia zasilania gwarantowanego (nieprzerwana dostawa energii).
indywidualny zasilacz UPS – przeznaczony dla pojedynczych odbiorników lub grupy odbiorników mniejszej mocy, stosowane np. do podtrzymania zasilania komputerów osobistych
zasilacze UPS centralne – zabezpieczają np. urządzenia w serwerowni, centrali telefonicznej lub cały budynek;

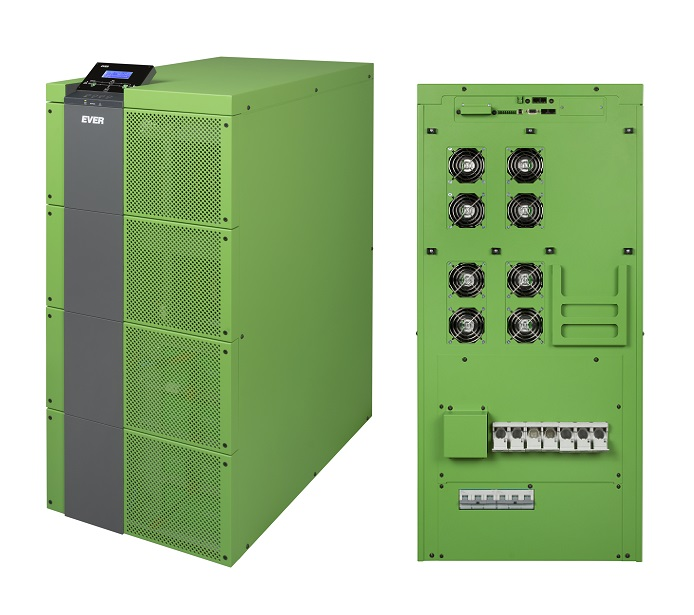
UPS Powerline 33 Green T produkcji EVER Power Systems

agregat prądotwórczy – stosuje się w przypadku dłuższych przerw w zasilaniu, dla odbiorników tolerujących chwilowy zanik napięcia, np. chłodnie magazynowe, urządzenia wentylacyjne; mogą być wyposażone w automatykę, zapewniającą samoczynne uruchomienie zespołu prądotwórczego po zaniku napięcia i wyłączanie po powrocie napięcia z głównego źródła zasilania;
układ UPS/agregat, układ hybrydowy – stanowi połączenie systemu UPS, agregatu oraz automatyki sterującej; stosowany jest w celu zapewnienia bezprzerwowego zasilania urządzeń elektrycznych podczas długotrwałych zaników napięcia; zapewnia przełączenie zasilania w sposób niezauważalny dla odbiornika, zapewniając jednocześnie możliwość długotrwałej autonomicznej pracy przy braku napięcia w głównym źródle zasilania;
układ specjalizowany – zabezpieczenie stosowane w obiektach o wysokim stopniu specjalizacji (np. w elektrowniach, elektrociepłowniach, stacjach rozdzielczych); na systemy tego typu mogą składać się: zasilacze buforowe, prostowniki, falowniki, przekształtniki, baterie akumulatorowe, agregaty prądotwórcze, automatyka sterująca; konstrukcja układu jest dopasowana do potrzeb procesu, który podlega rezerwowaniu; układy specjalizowane stanowią specjalnie zaprojektowaną ofertę poszczególnych dostawców dla poszczególnych klientów.
Wybór systemu zasilania awaryjnego zależy od możliwości ekonomicznych inwestora (koszt inwestycji i eksploatacji), konfiguracji obiektu, przeznaczenia obiektu, struktury instalacji elektrycznej, mocy zasilanych urządzeń i wymaganego poziomu bezpieczeństwa.